# 長清区
長清区（ちょうせい-く）は、中華人民共和国山東省済南市に位置する市轄区。黄河の東側、済南市区から22キロメートルの距離に位置する。

## 行政区画
下部に8街道、2鎮を管轄する。
- 街道
  - 文昌街道、崮雲湖街道、平安街道、五峰山街道、帰徳街道、張夏街道、万徳街道、孝里街道
- 鎮
  - 馬山鎮、双泉鎮

## 長清大学科技園
長清大学科技園（または長清大学城）は長清の郊外にあり、10個以上の大学とベンチャー企業、商業エリアを有している。主な大学は山東師範大学、山東女子学院、山東芸術学院、斉魯工業大学などがある。

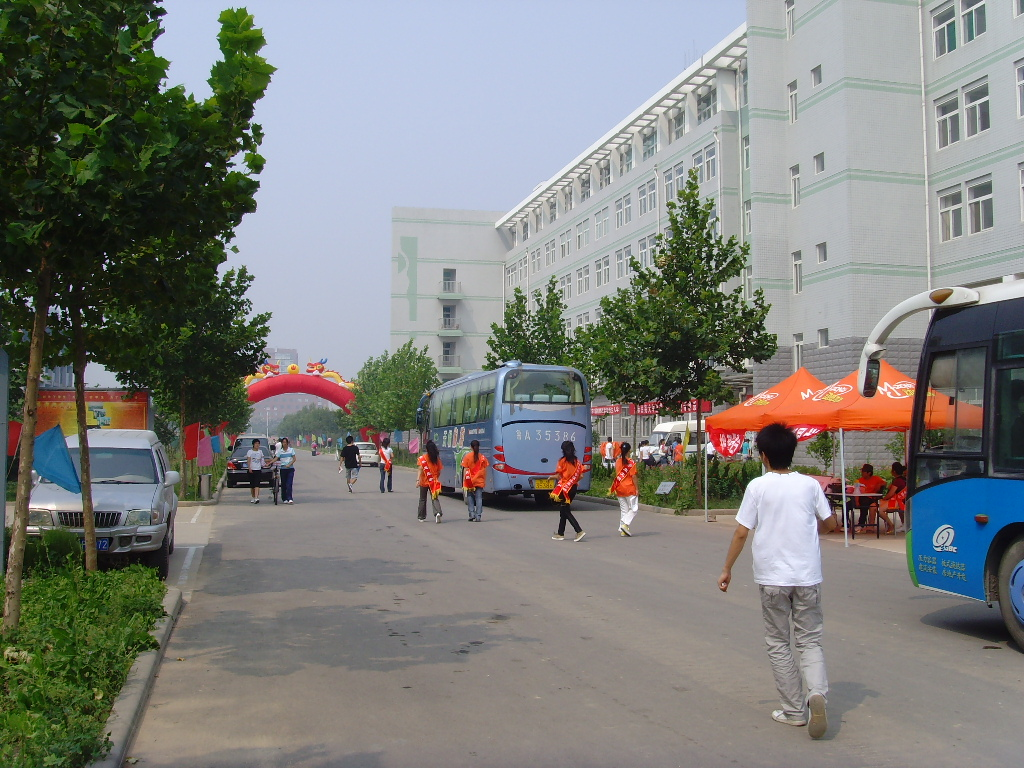
山東女子学院の入学日
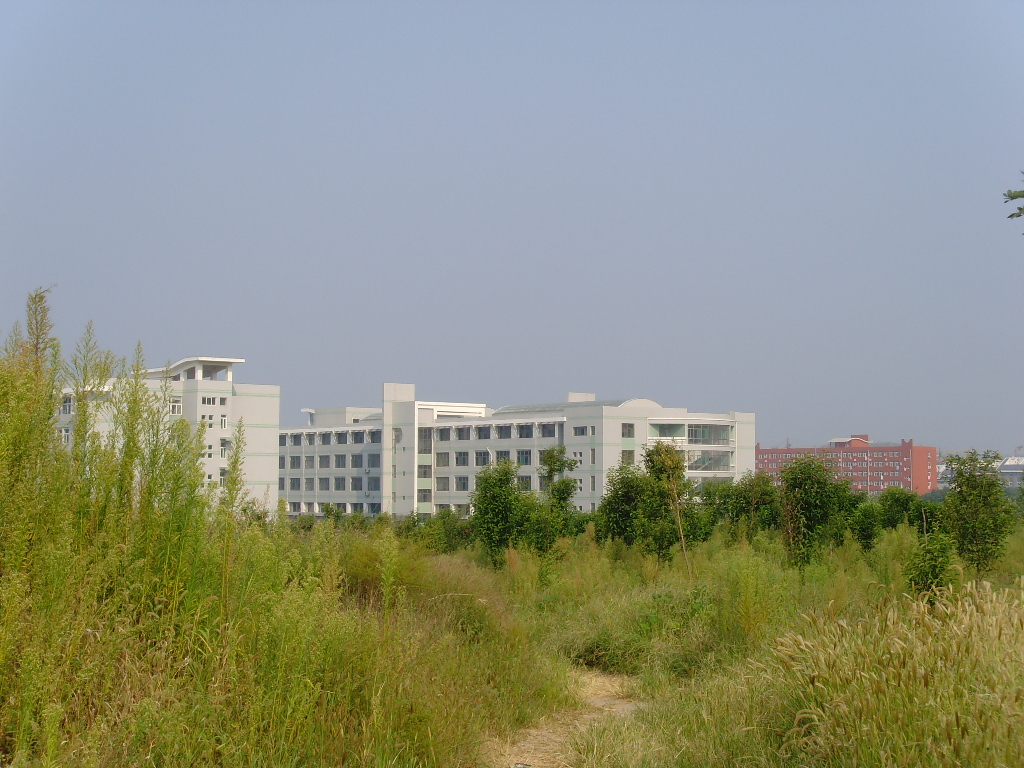
大学城のビュー
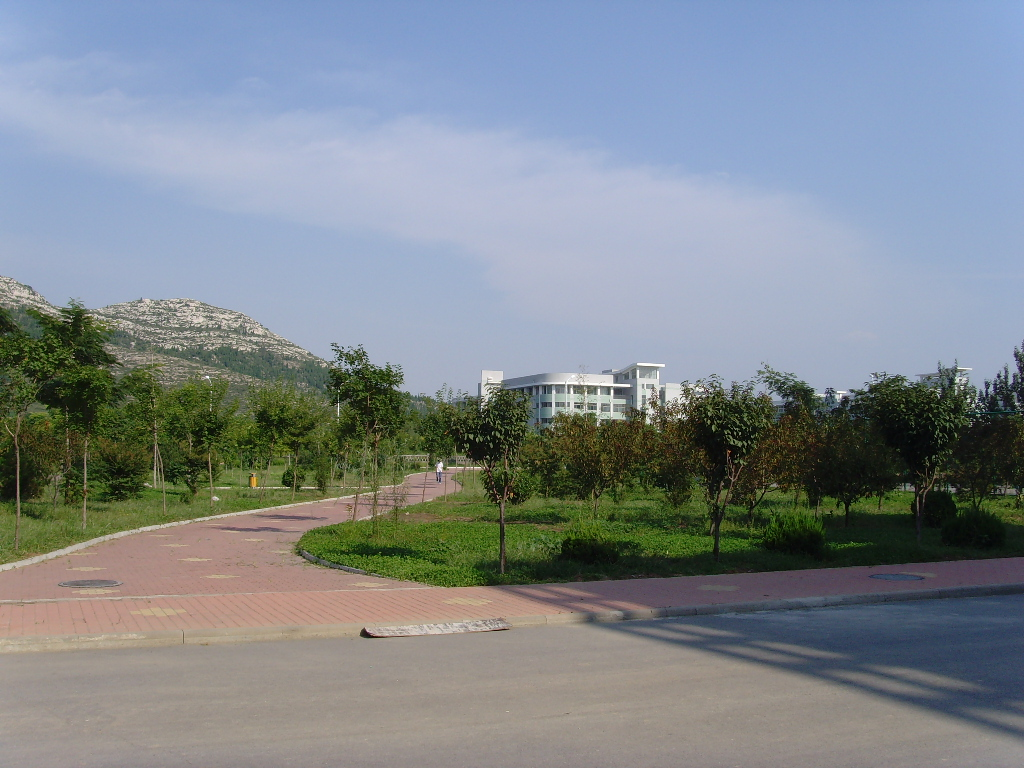
大学城にある大学のキャンパス

2018年、長清大学科技園に本拠点を置く大学を中心し、大学の連合体である長青連盟が成立された。大学間の交流や授業履修を展開している。高等教育機関１０校が加盟している。

## 名所旧跡

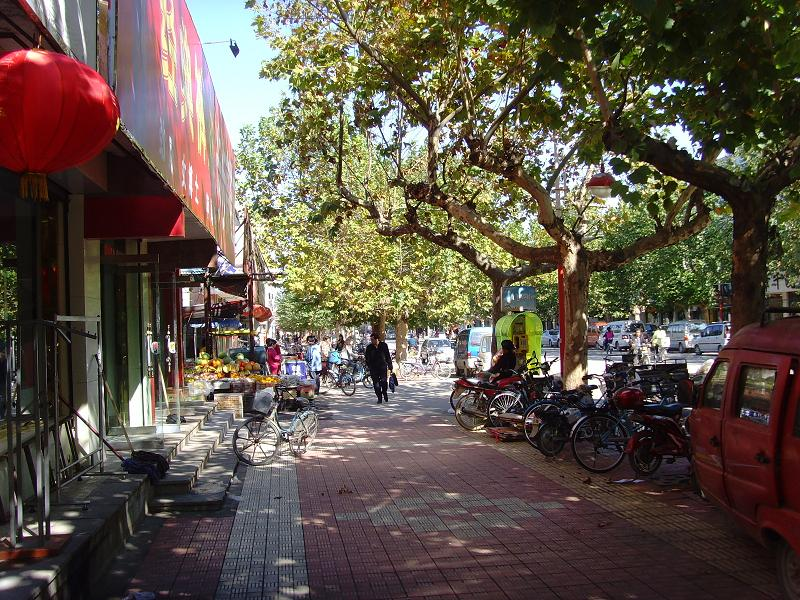
長清区の風景

- 霊巌寺